# Monster in My Pocket
Monstruos de Bolsillo (Monster in my Pocket en el original) es una franquicia desarrollada por Morrison Entertainment Group, dirigido por Joe Morrison y John Weems (dos ex altos ejecutivos de Mattel).
Estaba enfocada en monstruos y criaturas legendarias de la religión, mitología, literatura fantástica, ciencia ficción, críptidos y fenómenos anómalos. La franquicia produjo cartas, cómics, libros, juguetes, un juego de mesa, un juego de video y un especial animado, junto con música, ropa, cometas, pegatinas y varios otros productos.

## Juguetes

### Figuras
Monster in My Pocket fue más conocido por ser una línea de juguetes lanzada por Matchbox en 1990. Constaba de pequeñas figuras plásticas suaves representando monstruos y más tarde otras relacionadas con otros personajes.
En su primera versión, se lanzaron once series, siendo la tercera la más rara. Hubo más de 200 monstruos en la colección, la mayoría de los cuales se le asignaba un valor en puntos. Los monstruos con valores más altos fueron Tyrannosaurus Rex, Grifo, La Gran Bestia, Behemoth, Hydra, Hombre lobo (25 puntos) y entre los más bajos estaban Caronte, el Hombre Invisible, la Bruja (5 puntos). Inicialmente, el valor del punto más alto fue 25, que se elevó a 30 para las segunda y tercera serie; "Super Scary", la cuarta serie, introdujo los monstruos con puntos de 50-100.
La tercera serie no se lanzó oficialmente, aunque partes de la misma fueron incluidas como premios a través de productos como Shreddies, Bob Big Boy, Pizza Hut y Konami. De hecho, en "Monster Mailer" # 1, el boletín del coleccionista, refiere a la cuarta serie como "Serie III", a pesar de una brecha en la numeración. Fueron inicialmente de color sólido, aunque posteriores series añadirían gradualmente detalles pintados, hasta que se convirtieron en figuras decoradas totalmente bajo los auspicios de fabricantes de juguetes Corinthian Marketing y Vivid Imaginations.
La línea resultó más popular en el Reino Unido y Europa que en los Estados Unidos donde fue desarrollada originalmente. Se topó con dificultades en el Reino Unido debido a su gran población hindú, pues divinidades Kālī, Ganesha, Hanuman y Yama, fueron todos representado como "monstruos" resultando una gran ofensa, que incluyó una protesta pública por la Vishwa Hindu Parishad.
A excepción de la deidad menor Yama, Dios de la muerte, los demás fueron retirados en la línea de Reino Unido. Después del lanzamiento de la cuarta serie, que contenía Hanuman y Yama, decidieron apostar a la seguro con las siguientes series: la serie "Super Creepies" constó de 24 aberraciones cómicas o sarcásticas de insectos y arácnidos reales, creados por el "Dr. Zacarías Wolfram" con puntos de hasta 200; 24  dinosaurios, lanzados en dos formatos: regular y "Secret Skeleton"; y 16 "Aliens del Espacio" que fueron esencialmente originales.
Los valores de los puntos subieron aún más, hasta los 500 puntos. Una segunda serie de dinosaurios es incluso más rara que la serie 3 y solo se lanzaron cuatro figuras prémium con confitería, numerados del # 223 al # 226. En algunos mercados, como Argentina, los dinosaurios fueron lanzados como "Dinosaur in My Pocket". Muchos de ellos no fueron lanzados fuera de Europa. Los dinosaurios parecen haber sido lanzado en Estados Unidos solo en forma de artículos prémium por Hardee y no fueron las figuras estándar que se vendían en tiendas

### Juego de Mesa
También se lanzó un juego de mesa por Decipher Limited que utiliza las figuras como piezas para el juego. El juego utiliza los monstruos para realizar batallas en terrenos donde cada figura tenían diferentes ventajas: Nueva York, tundra, volcán y pantano. Esto no debe confundirse con el juego de acción Monster Clash de Matchbox — un combo de juego/juguete en el que unas pelotas de goma que brillan en la osuridad se lanzaban desde catapultas como parte del juego—. Las figuras venían principalmente en colores amarillo, verde, naranja y rojo, aunque los monstruos con más de 30 puntos tenían más de un color. Otros juguetes incluían los Super Scary Howlers que representa al vampiro, al monstruo de Frankenstein, la Bestia de Pantano y al hombre lobo, un exhibidor para monstruos con forma de volcán con etiquetas personalizadas para la serie 1, una bolsa para guardar las figuras, tarjetas de batalla con La bestia y la Bruja y un escenario de la Casa Embrujada, que probablemente nunca fue liberado, aunque se mostró en la Toy Fair de 1992.

### Monster Wrestlers in My Pocket
La serie "Monster Wrestlers in My Pocket" debutó en el Reino Unido en 1994, y ya no se produjo por Matchbox, sino por Corinthian Marketing. Los nueve primeros, que incluyeron a El Tigre Toño como entrenador, fueron lanzadas dentro de los Cereales Azucarados De Kellogg. Se reinició la numeración, el valor más alto en puntos regresó a 100 y los entrenadores y árbitros, salvo para "Tony el entrenador" con 100 puntos, fueron los primeros monstruos designados con 0 puntos. Cuarenta y cinco figuras fueron lanzadas en total, con seis figuras variantes lanzadas como prémium en una promoción de comida rápida de White Castle. Frosties también hizo una serie de doce monstruos de '"Monster Sports Stars in My Pocket", que incluyeron la figura de "Tony el árbitro", que están hechas de plástico más rígido y sin valores en puntos. Diecisiete "Monster Ninja Warriors in My Pocket" se produjeron en 1996 por Vivid Imaginations, algunos de los cuales venían con vehículos y accesorios. Estos también aparecieron en Tazos, además de ser la primera serie de figuras con armas removibles. Estas figuras no fueron hechas por Matchbox fueron pintadas completamente en colores completas y con solo unas pocas variaciones, cuando anteriormente venían solo en varios colores sólidos o tri-tono.
Portando una maza y un escudo, una Naga (una cobra con una cabeza grande y cuerpo pequeño) y un Empusa entre otros, incluyendo una criatura de cuclillas, una criatura de dos cabezas, un hombre con agallas, una criatura arrugada con un bastón, una pelota con puntas y brazos, una serpiente con pico y brazos, una criatura como forma de rana, una cabeza con alas, un humanoide con enormes orejas, un humanoide cara de pulpo y una criatura parecida a Sebek pero con cuernos, junto con otros mezcla de humanoides y reptilianos. Parecían realizados de forma muy económica y su estatus como verdaderas figuras de Monster in My Pocket fue disputada por los fanes incluso cuando se mostró la forma en la que venían las figuras: una bolsa de plástica transparente con una tarjeta engrapada. El vendedor admitió recientemente que no son auténticos Monster in My Pocket, y el embalaje es un engaño.
Morrison Entertainment Group demandó a Nintendo por las similitudes del nombre y características de Pokémon con su franquicia, pero perdió.

### Relanzamiento
La línea fue relanzada en el Reino Unido en 2003, titulado "Monster in My Pocket: La Búsqueda", con figuras de lujo de los personajes principales de monstruo y reediciones de la serie 1-2 monstruos esencialmente sin cambios. La historia (ver más abajo) destacó las similitudes entre Monster in My Pocket y Pokémon, a un nivel que parecía contraproducente. Los juguetes fueron hechos por Corinto Marketing. Monster in My Pocket se separó de la renombrada "Monster Quest" el 22 de diciembre de 2004.
2006 vio otro relanzamiento de la serie, también por Corinto Marketing. A diferencia de la serie de 2003, ésta es una renovación completa. Algunas de las semejanzas están más cercanas de anteriores materiales, otros, tales como Kraken, que ahora parece más humanoide y cualquier semejanza con un cefalópodo fue eliminada. Estas figuras son a todo color y cercanas al nivel de detalle que a menudo se encuentran en figuritas para los juegos de R.P.G.. Kali y Hanuman volvieron bajo los nombres "Hechicera de 6 Brazos" y "Hombre Mono" (quizás llamado así por el Hombre Mono de Nueva Delhi, aunque algunos creen que podría tratarse de Hanuman), se dejó fuera el nombre del Mad Gasser. Espectro fue renombrado como el Cegador Siniestro.

### Confusión con otros productos
Algunas personas suelen confundirlos con los M.U.S.C.L.E. (Kinnikuman), que fueron luchadores pequeños, de goma, monstruosos y también de color sólido. Hasbro, y más tarde Irwin Toy, sacaron Puppy in My Pocket, Kitty in My Pocket, Pony in My Pocket, Teddy in My Pocket y varias otras líneas animales bajo los auspicios de Morrison Entertainment Group. Algunos de los grandes monstruos "Super Scary" podrían montar algunos de los ponis sin ser demasiado pesados. Una empresa llamada Feva aparentemente quiso lanzar la franquicia con el permiso de Morrison, la línea "Magic in My Pocket", aunque no hay indicios de que haya sido comercializada y Joke in My Pocket. La última incorporación a la línea es Jungle in My Pocket, añadida en 2008. Algunas personas las confunden también con Pocket Monsters, el nombre japonés para Pokémon.

## Monster in My Pocket en otros medios

### Cartas intercambiables
Los primeros productos de Monster in My Pocket eran tarjetas pintadas por Jan Sheets y Jenice Heo, que aparecieron en 1990, pero sin ningún otro crédito que el de Morrison Entertainment Group. El arte de Sheets /Heo aparece en una gran cantidad de otros productos. Las pinturas se hicieron para por lo menos las tres primeras series, así como las de Dinosaurios, aunque solo la primera fue lanzada en Estados Unidos. Cromy de Argentina lanzó todas ellas, incluidas las tarjetas prismáticas de muchos de los personajes de la serie 2 y 3. Estos también fueron lanzados en un formato de álbum de estampas, incluyendo la edición de la serie 1 que solo salió en los Estados Unidos por Pānini. Ambos fueron acompañados por arte de la animación de los personajes.

### Cómics
Una serie de cómics escrita por Dwayne McDuffie (trabajando inicialmente con un guion de Craig Mitchell, R.L.Stern y Tim Bogart) e ilustrada principalmente por Gil Kane y Ernie Colón (con Nelson Dewey) fue editada por Harvey Comics en 1991. Constó de 4 ediciones bimestrales, con un final abierto y la promesa hacerla mensual si las ventas subían. 
En esta serie, Warlock y el vampiro son similares a Magneto y al Profesor X los X-Men en sus apariciones, relaciones y sistemas de valores (aunque el vampiro no estaba en una silla de ruedas, su apariencia física fue modelada como calvo para asemejarse a Graf Orlok, aunque con mejor apariencia y una mayor tolerancia de la luz solar). Un hechizo lanzado por Warlock que pretende encoger a los monstruos que se le opongan es estropeado por el Ogro, resultando en la reducción de todos los monstruos, que terminaron en cajas cerca de Los Ángeles, California. Los monstruos buenos terminaron en la casa del estudiante de secundaria de Jack y su estudioso hermano menor, Tom, en Burbank. 
La serie terminada con ambos bandos luchando dentro de una casa de muñecas que compró por accidente una niña llamada Teresa, que termina siendo asustada por Spring Heeled Jack. También trata con Frank Rook, El Exterminador (una parodia de Punisher, igualmente se considere un homenaje a the Executioner y posiblemente a la película de Robert Ginty del mismo nombre), y la Bestia del Pantano les ayudó a derrotar al Tyrannosaurus Rex que crecería cuando están expuestos a cualquier forma de radiación, tales como detectores de humo y hornos de microondass. 
Atípica para una serie de esta naturaleza, pero metáforicamente apropiada, los cómics presentan una relación interracial, donde Jack (caucásico) sale con su compañera de trabajo (de ascendencia asiática) de nombre Tina. A partir de la segunda edición, Universal Studios comenzó a recibir el crédito por el uso del monstruo de Frankenstein, la momia, el Hombre Invisible y El fantasma de la ópera, aunque los personajes se encontraban en el literatura de dominio público y no existía ninguna semejanza particular a sus contrapartes de la Universal. Por ejemplo, no hubo existía equivalente de la Criatura de la Laguna Negra. 
Marvel Comics reeditó las historietas en anuarios recién formateados y World Publishing (un sello de Egmont Publishing) siguió con ediciones anuelas de un Monster Wrestlers in My Pocket (que no tenía ninguna continuidad con la serie anterior) en 1995 (cubierta con fecha de 1996).
Claramente representados con los monstruos malvados están Medusa y Jack Spring-Heeled, dos de los más destacados monstruos malos después de Warlock, junto con El Ogro, Cerbero, Minotauro, Windigo, Cíclope, Zombie, Sirena, Ymir, Karnak (probablemente Maahes), Tengu, Pie Grande, El Espectro (Segador Siniestro), Sebek, Caronte y El Fantasma, aunque los monstruos malvados se mostraron más a menudo en siluetas amorfas. La lealtad del Dr. Jekyll se encuentra dividida cuando lo obligan a beber su poción (primero por Warlock y luego por El Monstruo) que lo convierte en Mr. Hyde, cuando esto pasa el no obedece órdenes de nadie, aunque está más dispuesto a apoyar a Warlock que al Vampiro. La editorial "Sid's Bits" del número 2 del cómic contiene una lista parcial de los monstruos buenos y malos; incluido en el lado malo está un personaje identificado simplemente como "El Monstruo Electrónico". No hay ninguna figura conocida de la serie que lleva ese nombre.

### Videojuegos
Un videojuego fue lanzado para el Nintendo Entertainment System en 1991 por Konami. Tenía el mismo concepto esencial del cómic, aunque el Hobgoblin y el Gremlin, inicialmente mostrados en el cómic como parte de los monstruos buenos, ahora aparecían como villanos, en la medida que Gremlin fue un Jefe. Warlock envía a sus secuaces, dirigidos por Spring Heeled Jack, Pie Grande, Kraken, Gremlin y Medusa mientras El Vampiro y monstruo de Frankenstein están viendo la televisión en el hogar de Miles. Deben pelear para encontrar su camino a través del piso de arriba y la cocina de la casa, la calle y las cloacas; para emerger en un sitio de construcción y un jardín orientalista antes de combatir a Warlock en la Montaña de los Monstruo. 
El Vampiro y El Monstruo tienen las mismas habilidades en el juego (aunque tenía la opción de jugar de forma simultánea con 2 jugadores)--un ataque que puede alcanzar allá de sus cuerpos, pueden hacer un doble salto y mover algo que desde entonces se ha convertido en una común en muchos juegos de video. Los monstruos buenos restantes de los cómics, como el hombre lobo, La Vampiresa, el Golem, la bestia del pantano, el Fantasma de la Opera, Jotun Troll, el Hombre Invisible, el Dr. Jekyll y la momia — no aparecieron en el juego, aunque hombre lobo aparecer en la portada. Warlock y el Minotauro fueron los dos únicos monstruos de la serie 2 en aparecer en el juego. En el libro de historietas, sin embargo, Medusa declaró que según las cuentas, el vampiro tenía una mayoría, aunque todos los otros monstruos serie 1 se incluyeron como enemigos en el juego. Blemmyes tenía un lugar destacado en la portada, y la figura fue distribuida exclusivamente con el juego, aunque no aparece en el juego en sí. Venía dentro de la caja, junto a una pieza menor de unicel que normalmente contenida el cartucho de NES.

### Especial Animado
Los mitos de los cómics y videojuegos se transformaron completamente, y los eventos de la animación nunca ocurren en las páginas del cómic. En 1992, hubo un especial animado Monster in My Pocket: El Gran Grito, producido por Hanna-Barbera y dirigido por Don Lusk de un guion de Glen Leopold, donde el Vampiro (ahora con abundante pelo peinado en una coleta al estilo del siglo XVIII) se convirtió en el líder de los villanos, y el Hombre Invisible, ahora llamado Dr. Henry Davenport (como se llama así mismo él Hombre Invisible en la introducción y era conocido como tal por el Vampiro), estuvo a cargo de los héroes. La bestia del Pantano era un villano sin mente entre otros cambios, como el hombre lobo anteriormente de pelo blanco (aunque en la cuarta edición se había cambiado a marrón) se convirtió en el jamaicano "Wolf-Mon". 
Los otros monstruos buenos fueron Big Ed (el monstruo) y La Momia, mientras que entre las filas de los malvados continuo Medusa. Algunos otros, como el Tyrannosaurus Rex y el Cíclope, fueron vistos durante uno o dos segundos o dos durante el prólogo, que mostraba al Vampiro creando una poción que reduce todo en la Montaña de los monstruos, ahora una prisión en lugar de reunión (como lo había sido en el libro de historietas) custodiada por los monstruos buenos y que termina en Los Ángeles.
Esta vez, su anfitrión humano fue Carrie Raven, hija de Edgar Raven, un famoso escritor horror. Los monstruos malos se dieron cuenta de que crecería con el sonido de los gritos, mientras que los monstruos buenos crecen con las risas. Se exhibió en el Halloween de 1992 en la ABC, pero no fue llevado en todos los mercados. Versiones en video de la Vidmark Entertainment contenían un monstruo que brillaba en la oscuridad: Caronte, Thunderdell o Yama. La historia se centra en el intento de los monstruos buenos por detener a los monstruos malos que quieren usar una vieja película de terror llamada The Shriek para crecer.

### Productos Relacionados
También se produjo una cinta de audio de música original y junto con una versión de Bobby Pickett de "Monster Mash" titulada Monster Rock, producida por Rincón Children's Entertainment para BMG Kidz en 1992. Las canciones fueron escritas por Byrd, James McDonnell, Peter Pope, Randy Petersen, Robert Irving y Quinn. Pope, McDonnell, Petersen y Irving tocaron los teclados, George Bell tocó el saxofón y Barry Scott y Charles Dickens tocaron la guitarra, con Dickens llevando las percusiones. Los cantantes fueron Jake Vesprille, Michael Hunter, Gigi Young, Barry Scott, Jimmy McDonnell, Mary McDonnell, Rory McDonnell, Peter Hix, Katrina Perkins y Bob Joyce. "Saturday Night at the Boneyard" fue la única canción que mencionó monstruos de series 2 y 3.
Las otras canciones fueron: "Monster in My Pocket", "Witches Brew", "Monsters", "Can't Do a Thing With My Hair" (Byrd/McDonnell), "Do the Boo", "Full Moon Blues", "Boogie Man Boogie" (Byrd/McDonnell/Pope), "Monster Party" (Petersen/Irving/Quinn) y "Party in Your Pocket" (Pope). John Weems, Joe Morrison y Ralph King fueron los productores ejecutivos.
En 1994, los monstruos recibieron un impulso de popularidad en México, como parte de promoción Sonrisclandia, de la empresa de dulces Sonrics, los cuales llamó Monstruos del Bolsillo. Esta promoción consistió en 48 cajas diferentes con la temática de la serie uno de MIMP llenos de dulces, una figura aleatoria de la serie 1 y uno de los siguientes productos: un juego de cartas intercambiables, mini-cómics y/o un mini libro de actividades. Parte de esta promoción fue un coleccioninador modelado con la forma de la Montaña de los Monstruos, que se podía canjear por teléfono, pero extrañamente la empresa confirmaba vía telefónica que no sabían de dicha promoción, aunque en el sitio Mercado Libre en México han aparecido ventas ofreciendo el coleccionador. 
Entre las curiosidades que presentó la promoción mexicana, se encuentra la introducción al azar de tarjetas transpartentes conocidas como “Acetatos” que incluían los niveles de diferentes habilidades y que se usaban para definir cual de los monstruos de un mismo nivel era más poderoso. Otra de las novedades de la edición mexicana en la inclusión de figuras transparentes y de color negro, que se han convertido en piezas de interés para algunos coleccionistas.

### Serie en CGI
En 2003, Peak Entertainment pico de entretenimiento en el Reino Unido creó una serie animada en CGI que cambió considerablemente el concepto. Se ocupa de monstruos atrapados en un "Tapiz del Terror" que fue destruyen en una batalla con el ahora benévolo Warlock y su hermano gemelo maligno, "Morlock". Ambos eran idénticos en apariencia, salvo que Warlock tenía el cabello y ropa de color blanco, mientras que los de Morlock eran de color negro. Unos monstruos buenos, incluyendo Vampiresa y el Monstruo, junto con Warlock y su joven aprendiz tenían la misión de capturar a los demás monstruos, incluyendo al hermano malvado de la Vampiresa, El Vampiro. Una adición a la serie, según su argumento, fue el Hombre polilla, que no había sido previamente representado. La serie fue destinada a Estados Unidos para ser liberada en Cartoon Network, pero nunca fue emitida.

## Más detalles sobre los monstruos
Hay por lo menos 229 monstruos en toda la serie, aunque información pasado el número #184 es muy vaga. 121-144 son los el Super Creepies, 145-168 son Dinosaurios, 169-184 son Aliens Espaciales y más allá que es un gran grupo de dinosaurios adicionales. Además, 42 Monster Wrestlers in My Pocket, 12 Monster Sports Stars in My Pocket y Monster Ninja Warriors in My Pocket, sin mencionar los personajes secundarios y dos reediciones.
El siguiente es un listado de los monstruos por número, siendo algunos ya mencionados anteriormente en el artículo y que son parte de la serie:

### Serie 1
Los Monstruos de la serie 1 (# 1-48) se lanzaron por primera vez en cuatro colores: verde oliva claro, rojo, púrpura, amarillo oscuro. Los monstruos del #01 al #24 estaban disponibles en dos colores diferentes, mientras que del #25 al #48 en cuatro diferentes. Más tarde se añadieron cuatro nuevos colores "brillantes": verde neón, rojo brillante, amarillo neón y morado claro.
Los monstruos de la serie 1 estaban disponibles en paquetes individuales y de 4, 12 y 24 figuras. Los dos diferentes paquetes de 24 incluían la colección completa de los 48 monstruos, uno con los monstruos con número impar y el otro con los monstruos con número par.
| Número de Monstruo | Nombre del Monstruo      | Puntos de Valor |
| ------------------ | ------------------------ | --------------- |
| 001                | La Gran bestia           | 25 puntos       |
| 002                | La Hidra                 | 25 puntos       |
| 003                | Hombre lobo              | 25 puntos       |
| 004                | Behemoth                 | 25 puntos       |
| 005                | Grifo                    | 25 puntos       |
| 006                | Tyrannosaurus Rex        | 25 puntos       |
| 007                | Mujer Gallina            | 20 puntos       |
| 008                | Cíclope                  | 20 puntos       |
| 009                | Tengu                    | 20 puntos       |
| 010                | Tritón                   | 20 puntos       |
| 011                | Kraken                   | 20 puntos       |
| 012                | Jotun Troll              | 20 puntos       |
| 013                | Monstruo de Frankenstein | 15 puntos       |
| 014                | Manticora                | 15 puntos       |
| 015                | Karnak                   | 15 puntos       |
| 016                | Coatlicue                | 15 puntos       |
| 017                | Pie Grande               | 15 puntos       |
| 018                | Baba Yaga                | 15 puntos       |
| 019                | Kali                     | 15 puntos       |
| 020                | Catoblepas               | 15 puntos       |
| 021                | Arpía                    | 15 puntos       |
| 022                | Haniver                  | 15 puntos       |
| 023                | Hobgoblin                | 15 puntos       |
| 024                | Windigo                  | 15 puntos       |
| 025                | Duende Gorro Rojo        | 10 puntos       |
| 026                | Medusa                   | 10 puntos       |
| 027                | Duende                   | 10 puntos       |
| 028                | Cerbero                  | 10 puntos       |
| 029                | Zombie                   | 10 puntos       |
| 030                | Quimera                  | 10 puntos       |
| 031                | Fantasma                 | 10 puntos       |
| 032                | Ogro                     | 10 puntos       |
| 033                | Vampiro                  | 10 puntos       |
| 034                | Roc                      | 10 puntos       |
| 035                | Gremlin                  | 10 puntos       |
| 036                | Vampiresa                | 10 puntos       |
| 037                | Ghoul                    | 10 puntos       |
| 038                | El Fantasma              | 10 puntos       |
| 039                | Científico Loco          | 10 puntos       |
| 040                | Pantera Alada            | 05 puntos       |
| 041                | La Momia                 | 05 puntos       |
| 042                | Caronte                  | 05 puntos       |
| 043                | La Bestia                | 05 puntos       |
| 044                | La Bruja                 | 05 puntos       |
| 045                | Jack el Destripador      | 05 puntos       |
| 046                | El hombre invisible      | 05 puntos       |
| 047                | Esqueleto                | 05 puntos       |
| 048                | El Jorobado              | 05 puntos       |

#### Monstruo secreto de la Serie 1
En la parte posterior del "12-Pack Secreto" de la Serie 1 (Estados Unidos) se anunció un monstruo especial que se incluyó al azar en los embalajes. Este podría identificarse con una estrella en la espalda en lugar de un valor en puntos. Aquí está el texto del anuncio:

¡Mantén los ojos bien abiertos! 

¡Y gana una bolsa misteriosa de los juguetes de Monstruos de bolsillo! 

Escondido en uno de cada 10.000 paquetes de Matchbox de Monstruos de bolsillo, está un monstruo secreto marcado con una estrella especial en la espalda (*) en lugar del habitual valor en puntos. Si lo capturas, envíalo a la dirección de abajo y te enviaremos una bolsa de productos de Monstruos de bolsillo valorado en más de $50!

### Serie 2
Los monstruos de la Serie 2 (#49-72) venían en 4 colores diferentes: verde, naranja, cian y magenta. 
Los monstruos de la Serie 2 estaban disponible en paquetes con exhibidoR de 12 y 24 piezas. El pack de 24 piezas incluía los 24 monstruos de la Serie 2.
En adición, salieron figuras que brillaban en la oscuridad, pero se desconoce si eran parte de alguna promoción o venían como artículo prémium en algún producto.
| Número de Monstruo | Nombre del Monstruo    | Puntos de Valor |
| ------------------ | ---------------------- | --------------- |
| 049                | Dragón                 | 30 puntos       |
| 050                | Jabberwocky            | 30 puntos       |
| 051                | Warlock                | 30 puntos       |
| 052                | Ymir                   | 30 puntos       |
| 053                | Bestia del Pantano     | 30 puntos       |
| 054                | Golem                  | 30 puntos       |
| 055                | Hombre Escorpión       | 25 puntos       |
| 056                | Monstruo del lago Ness | 25 puntos       |
| 057                | Tarasca                | 25 puntos       |
| 058                | Pez Obispo             | 25 puntos       |
| 059                | Herne el Cazador       | 20 puntos       |
| 060                | Antigua Gorgona        | 20 puntos       |
| 061                | Fantasma Ectoplásmico  | 20 puntos       |
| 062                | Ganesha                | 20 puntos       |
| 063                | Bruja Codos            | 20 puntos       |
| 064                | Minotauro              | 15 puntos       |
| 065                | Pie Grande             | 15 puntos       |
| 066                | Nuckelavee             | 15 puntos       |
| 067                | La muerte              | 15 puntos       |
| 068                | Huesos Sangrientos     | 15 puntos       |
| 069                | Sebek                  | 10 puntos       |
| 070                | Dríada                 | 10 puntos       |
| 071                | Ondina                 | 10 puntos       |
| 072                | Gárgola                | 10 puntos       |

### Serie 3
La serie 3 de monstruos de bolsillo vino como prémium de tres diferentes productos. Los monstruos #73-80 eran prémium para las Shreddies de Nabisco en Canadá. Big Boy tenía un paquete de monstruos secreto con figuras la serie 3.
El #81 era un prémium incluido en el juego de Nintendo de M.I.M.P. Las figuras vinieron en cuatro colores de neón: azul, verde, anaranjado, color de rosa, y también en amarillo y púrpura oscuro en el paquete de Big Boy Especial. 
De los monstruos # 82-96 se tienen muy poca información. Es casi seguro de que nunca fueron liberados. Scott Andrew Hutchins reconoció los nombres de al menos 15 monstruos en el libro de pegatinas argentino de Cromy Club: 
| Número de Monstruo | Nombre del Monstruo | Puntos de Valor |
| ------------------ | ------------------- | --------------- |
| ?                  | Achelous            |                 |
| ?                  | Ankou               |                 |
| ?                  | Banshee             |                 |
| ?                  | Catarenha           |                 |
| ?                  | Djinn Cambiaformas  |                 |
| ?                  | Genio               |                 |
| ?                  | Grendel             |                 |
| ?                  | Peludo Boggart      |                 |
| ?                  | Hombre sin cabeza   |                 |
| ?                  | Hieracosphinx       |                 |
| ?                  | Hodag               |                 |
| ?                  | Jabalius            |                 |
| ?                  | Sciapod             |                 |
| ?                  | Talos               |                 |
| ?                  | Troll               |                 |

De estos, solo el Troll aparece en el cómic. 
Bash Tchelik apareció en las páginas del cómic # 3, pero esto no deja claro si alguna vez se le asignó a un número, o si fue parte de una serie 5 que no fue producida y que llevaría los números de la serie de Super Creepies
| Número de Monstruo | Nombre del Monstruo             | Puntos de Valor |
| ------------------ | ------------------------------- | --------------- |
| 073                | Leviathan                       | 30              |
| 074                | Abominable Hombre de las Nieves | 30              |
| 075                | Anubis                          | 30              |
| 076                | Anfisbena                       | 25              |
| 077                | Centauro                        | 25              |
| 078                | Orobas                          | 25              |
| 079                | Sirena                          | 20              |
| 080                | Jimmy Pies Cuadrados            | 20              |
| 081                | Blemmyea                        | ??              |
| 082                | ?                               | ??              |
| 083                | ?                               | ??              |
| 084                | ?                               | ??              |
| 085                | ?                               | ??              |
| 086                | ?                               | ??              |
| 087                | ?                               | ??              |
| 088                | ?                               | ??              |
| 089                | ?                               | ??              |
| 090                | ?                               | ??              |
| 091                | ?                               | ??              |
| 092                | ?                               | ??              |
| 093                | ?                               | ??              |
| 094                | ?                               | ??              |
| 095                | ?                               | ??              |
| 096                | ?                               | ??              |

### Serie 4
La serie 4 de los Monstruos de Bolsillo se le dio el nombre de SUPER SCARY.
Los monstruos del #97 al #101 se produjeron en dos colores que "brillan en la oscuridad": verde y amarillo. Los monstruos del #102 al #120 se produjeron en cuatro colores: verde, amarillo, anaranjado, púrpura.Fueron fabricados en dos tipos de plástico, uno más suave (como el de la serie 1) y otro más duro. Las figuras en plástico duro son las menos comunes.
Todas las figuras tenían pintados los detalles. Sin embargo, una variación poco frecuente se dio en el Reino Unido, con algunas figuras sin pintar. Se ha encontrado una Lamia (#104)de color amarillo , una Drude (#111) púrpura, un Alu (#113) de color amarillo, una Creature from the Closet (#106) de color púrpura y una Jenny Greenteeth (#108) color naranja .
Los monstruos de la serie 4 estaban disponibles en paquetes de 6 y 12 figuras. Los dos diferentes paquetes de 12 en los EE. UU. incluyeron a todos los monstruos de la serie 4. En Europa, los dos paquetes de 12 figuras incluían repetido al monstruo #103 Dybbuk remplazando al #99 Hanuman en uno de los paquetes. Tampoco se incluyó a Hanuman en la lista de los monstruos en Europa. Se retiró, probablemente debido a que el Consejo Mundial Hindú llegó a sentirse ofendido por la inclusión de deidades hindúes en la colección con la categoría de "monstruos".
| Número de Monstruo | Nombre del Monstruo      | Puntos de Valor |
| ------------------ | ------------------------ | --------------- |
| 097                | Charun                   | 100 puntos      |
| 098                | Thunderdell              | 100 puntos      |
| 099                | Hanuman                  | 100 puntos      |
| 100                | Yama                     | 100 puntos      |
| 101                | Ghilan                   | 100 puntos      |
| 102                | Astaroth                 | 100 puntos      |
| 103                | Dybbuk                   | 90 puntos       |
| 104                | Lamia                    | 90 puntos       |
| 105                | Grave Watcher            | 90 puntos       |
| 106                | Creature from the Closet | 90 puntos       |
| 107                | Slaughterford            | 80 puntos       |
| 108                | Jenny Dientesverdes      | 80 puntos       |
| 109                | Houngan                  | 80 puntos       |
| 110                | Gasero Loco de Mattoon   | 80 puntos       |
| 111                | Drude                    | 70 puntos       |
| 112                | Boogeyman                | 70 puntos       |
| 113                | Alu                      | 70 puntos       |
| 114                | Fachen                   | 60 puntos       |
| 115                | Diablo de Jersey         | 60 puntos       |
| 116                | Wurdulac                 | 50 puntos       |
| 117                | Poltergeist              | 50 puntos       |
| 118                | Umi Bozu                 | 50 puntos       |
| 119                | Wildman of China         | 50 puntos       |
| 120                | Imp                      | 50 puntos       |

### Serie 5
La Serie 5 de Monstruos de Bolsillo (# 121-144) fue llamada Super Creepies, siendo una continuación de la línea Super Scary, lanzado en Europa en 1992. Había 24 figuras distintas en la serie moldeadas en un plástico duro, en contraste con el plástico blando de la mayoría de las figuras anteriores. Las figuras estaban disponibles en cinco colores principales del cuerpo -verde pálido, verde neón, amarillo neón, rojo neón y naranja neón-. Al igual que las figuras de Super Scary, estos tenían pintados algunos de los detalles para crear múltiples convinaciones. Los valores de los puntos fueron aún más altos que los anteriores desde de 50 a 200 puntos. Los números de cada figura continuaron donde se quedó la serie de Super Scary. Las figuras venían en paquetes de individuales o packs de seis o doce. Los packs de seis mostraban dos de las figuras, manteniendo el resto ocultas dentro de la caja. Los packs de doce mostraban todas las figuras, y funciona como una especia de exhibidor, descrito como 'Creepy Castle'. Los paquetes individuales todavía mostraban al monstruo de la Series 1, Tengu. Además, mantenían al monstruo secreto dentro de la bolsa e incluía una tarjeta de Batalla con información relevante.
Estos monstruos fueron los primeros que no se basan en mitos y leyendas, sino que eran completamente inventados. Cada uno recibió un nombre de un insecto o arácnido, pero que a la vez era un juego de palabras. Los seis primeros monstruos eran arañas y tenían un valor de 200 puntos. Las cajas de los packs de seis y doce llevaban la leyenda Nuevos Monstruosos Insectos Mutantes!. Los paquetes de seis también declararon que tenían un Tenebroso Monstruo Arácnido en el Interior, mientras que los packs de doce tenía una advertencia humorística Cuidado, Súper Creepies adentro!. El material adicional afirmaba que las criaturas mutantes se habían creado en el laboratorio del Dr Zechariah Wolfson.
| Número de Monstruo | Nombre del Monstruo | Puntos de Valor |
| ------------------ | ------------------- | --------------- |
| 121                | Tarantula           | 200 puntos      |
| 122                | Black Widow Spider  | 200 puntos      |
| 123                | Jumping Spider      | 200 puntos      |
| 124                | Wolf Spider         | 200 puntos      |
| 125                | Turret Spide        | 95 puntos       |
| 126                | Crab Spider         | 95 puntos       |
| 127                | Soldier Beetle      | 95 puntos       |
| 128                | Soldier Fly         | 95 puntos       |
| 129                | Robber Fly          | 95 puntos       |
| 130                | Armoured Cockroach  | 95 puntos       |
| 131                | Vampire Leaf Hopper | 85 puntos       |
| 132                | Lightning Bug       | 85 puntos       |
| 133                | Eastern Toe Biter   | 85 puntos       |
| 134                | Stink Bug           | 85 puntos       |
| 135                | One Eyed Jack       | 75 puntos       |
| 136                | Clubtail Dragonfly  | 75 puntos       |
| 137                | Dog Face Butterfly  | 75 puntos       |
| 138                | Horntail Moth       | 75 puntos       |
| 139                | Scarface Scorpion   | 50 puntos       |
| 140                | Mexican Bed Bug     | 50 puntos       |
| 141                | Lady Bug            | 50 puntos       |
| 142                | Horsefly            | 50 puntos       |
| 143                | Cave Cricket        | 50 puntos       |
| 144                | Hunchback Beetle    | 50 puntos       |

### Series 6
La serie 6 de Monster in My Pocket cambio los monstruos por los Dinosaurios. Estas figuras tenían pintados los detalles. También hay figuras con vatiaciones de color en estos detalles. No existe una lista definitiva con las variaciones.
Los números de punto son más altos que los juguetes MIMP anteriores. Los números de cada figura continuar donde Súper Creepy dejó (#145-168) y estaban disponibles en paquetes de 6 y 12. Los cuatro diferentes paquetes de 6 y los dos diferentes paquetes de 12 traían incluidas las 24 figuras de Dinosaurios.
En los EE. UU. y en el Reino Unido llegó una caja con display de 24-pack, así como en packs de 2 figuras cada uno con un conjunto completo de 24 cartas informativas.
Parece que esta serie tendría un escenario especial que Matchbox produciría nunca lo hizo. Estos se anunciaron en la parte posterior de los sets de figuras grandes. El escenario tendría forma de volcán y lucía bastante bien. Probablemente tenía bastantes características y era muy colorido.
| Número de Monstruo | Nombre del Monstruo    | Puntos de Valor |
| ------------------ | ---------------------- | --------------- |
| 145                | Tyrannosaurus rex      | 150 puntos      |
| 146                | Apatosaurus            | 150 puntos      |
| 147                | Triceratops            | 150 puntos      |
| 148                | Stegosaurus            | 150 puntos      |
| 149                | Ceratosaurus           | 150 puntos      |
| 150                | Spinosaurus            | 150 puntos      |
| 151                | Iguanodon              | 90 puntos       |
| 152                | Plateosaurus           | 90 puntos       |
| 153                | Mamut Lanudo           | 90 puntos       |
| 154                | Cavernícola            | 90 puntos       |
| 155                | Pteranodon             | 80 puntos       |
| 156                | Dimetrodon             | 80 puntos       |
| 157                | Tigre dientes de Sable | 80 puntos       |
| 158                | Ankylosaurus           | 80 puntos       |
| 159                | Chasmosaurus           | 65 puntos       |
| 160                | Teratosaurus           | 65 puntos       |
| 161                | Styracosaurus          | 65 puntos       |
| 162                | Deinonychus            | 65 puntos       |
| 163                | Struthiomimus          | 55 puntos       |
| 164                | Kentrosaurus           | 55 puntos       |
| 165                | Monoclonius            | 55 puntos       |
| 166                | Parasaurolophus        | 55 puntos       |
| 167                | Lambeosaurus           | 55 puntos       |
| 168                | Bebe Protoceratops     | 55 puntos       |

#### Secret Skeleton Dinosaurs
En el catálogo alemán de 1994 de los distribuidores Tyco/Matchbox se dieron a conocer dos series nuevas de MIMP:
- Secret Skeleton dinosaurios (repintados de los Dinosaurios)
- Space Aliens

Aparentemente, estas dos series solo se liberaron en el Reino Unido.
La serie de Secret Skeleton Dinosaurs tiene decorado un eskeleto con pintura sencible al frío, por lo que si se sumerge en agua fría el esqueleto aparece. Las figuras están hechas de goma dura.
Los 24 Secret Skeleton Dinosaurs estaban disponibles en paquetes individuales con una tarjeta con datos, en paquetes de 4 y en los 12 packs. Los colores de las figuras eran de color amarillo, verde, naranja, cian y violeta. La pintura de los detalles de las figuras es diferente de la pintura de los dinosaurios regulares.
Esta serie se cataloga como una de las más raras de los MIMP. Incluso no puede proporcionar una imagen de un envase de estos.

### Serie 7
Los Space Aliens tienen paneles sensibles al calor en la espalda que cuando se calientan, muestran el valor en puntos y también muestra si los extraterrestres son buenos o malos (los buenos una imagen de un sol, mientras que los malos un cráneo y huesos cruzados). Están hechos de goma dura.
Aquí hay una lista de los Space Aliens:
| Número de Monstruo | Nombre del Monstruo          | Alineación | Puntos de Valor |
| ------------------ | ---------------------------- | ---------- | --------------- |
| 169                | Space Dinosaur               | BUENO      | 500 puntos      |
| 170                | Floyd the Android            | BUENO      | 300 puntos      |
| 171                | Blaster of the Universe      | BUENO      | 275 puntos      |
| 172                | Full Moon Freak              | BUENO      | 250 puntos      |
| 173                | Nova Scorcher                | BUENO      | 225 puntos      |
| 174                | Jumbo Jupiter Junkeater      | BUENO      | 200 puntos      |
| 175                | Laser Blaster                | BUENO      | 175 puntos      |
| 176                | Asteroid Attack Android      | BUENO      | 150 puntos      |
| 177                | Venus Booby Trapper          | MALO       | 500 puntos      |
| 178                | Creature from the Black Hole | MALO       | 300 puntos      |
| 179                | Meteor Monster               | MALO       | 275 puntos      |
| 180                | Star Scorpian                | MALO       | 250 puntos      |
| 181                | Saturn Scumsucker            | MALO       | 225 puntos      |
| 182                | Sun Poisoner                 | MALO       | 200 puntos      |
| 183                | Martian Maniac               | MALO       | 175 puntos      |
| 184                | Radioactive Uranian Rodent   | MALO       | 150 puntos      |

Los 16 Space Aliens estaban disponibles en paquetes individuales con una tarjeta de datos, en paquetes de 4 y en paquetes de 12. A diferencia de los colores de las figuras en el anuncio, los colores son: azul, verde lima, verde neón, rosa neón, naranja neón. Todas tenían pintadas algunas zonas y las armas pintadas de plata.

### Monster Wrestlers In My Pocket
Los personajes del W1 a W9 estuvieron disponibles como prémium de cereal con los Frosties de Kellogg en 1995 en el Reino Unido. Estos Monster Wrestlers In My Pocket fueron producidos por Vivid Imaginations, una compañía inglesa.
Los Luchadores del W10 al W42 fueron producidos para Matchbox y se vendieron en el Reino Unido en las tiendas de juguetes como Toys R Us. También hay algunas variaciones de color de las figuras Matchbox. Se considera a los colores en los cromos como los colores originales, otros son variantes de color. Los monstruos W43, W44 y W45 componen el Equipo Physio-Terrorist, un premio de concurso.
También salieron tazos de los monstruos W10 al W42 y "Grapple Cards" que se encontraban en los packs individuales. También había una promoción para obtener una oferta especial de tag-team. Para obtenerlos había que guardar fichas de los paquetes y enviarlos.
Algunos M.W.I.M.P. diferente cifras estaban disponibles como una promoción de White Castle.
| Número | Puntos | Nombre                    |
| ------ | ------ | ------------------------- |
| W1     | 50P    | Iron Mighty               |
| W2     | 50P    | Jester Minute             |
| W3     | 75P    | Brad the Barbarian        |
| W4     | 100P   | Texas Turbo               |
| W5     | 75P    | Shark Bite                |
| W6     | 100P   | Mane Man                  |
| W7     | 75P    | Cross Bones               |
| W8     | 50P    | Frank the Stone           |
| W9     | 100P   | Tony the Coach            |
| W10    | 100P   | Double Header             |
| W11    | 25P    | Hog Stomper               |
| W12    | 75P    | Nuclear Ninja             |
| W13    | 25P    | Simian Smasher            |
| W14    | 100P   | Howlin' Prowlin' Werewolf |
| W15    | 50P    | Sabretooth                |
| W16    | 25P    | Toad Trasher              |
| W17    | 25P    | Gizzard the Lizard        |
| W18    | 75P    | Piranha the Piledriver    |
| W19    | 25P    | Grunt                     |
| W20    | 50P    | One Eyed Jack             |
| W21    | 25P    | Gargoyle                  |
| W22    | 25P    | Bulldog Drumhead          |
| W23    | 100P   | Bloodsucker the Vampire   |
| W24    | 25P    | Stickleback               |
| W25    | 25P    | Crusher Cussak            |
| W26    | 100P   | Steel Slammer             |
| W27    | 50P    | General Mayhem            |
| W28    | 50P    | Man 'O' Arms              |
| W29    | 25P    | Goonie                    |
| W30    | 75P    | Julio the Mauler          |
| W31    | 75P    | Chain Gang Chomper        |
| W32    | 75P    | The Executioner           |
| W33    | 30P    | Congo King                |
| W34    | 50P    | Bully Beef                |
| W35    | 75P    | Smasher Basher            |
| W36    | 25P    | Headbanger                |
| W37    | 50P    | Sgt. Strangle             |
| W38    | 0P     | Coach Harry Headlock      |
| W39    | 0P     | Referee 'Double' Nelson   |
| W40    | 0P     | Referee 'Final' Countdown |
| W41    | 25P    | SIN DATO                  |
| W42    | 50P    | Pin Head                  |
| W43    | ?P     | Ortho the Ogre            |
| W44    | 75P    | Deadly Night Nurse        |
| W45    | ?P     | Dr. Suture Self           |

### Monster Sport Stars In My Pocket
Esos figuras estaban disponibles como prémium en el cereal Frosties de Kellogg en 1996 en el Reino Unido.
La siguiente información venía en el empaque de Frosties de Kellogg:

Tendras gran diversión con estos sets de "Monster Sport Stars" ... lo último de la coleccion de "Monster in my Pocket".

Cada set incluye cuatro personajes deportivos y estas 12 "super-estrellas" son exclusivos de Kellogg, y no están disponibles en las tiendas!

Todo lo que tienes que hacer espara comenzar a coleccionar esta "docena mortal" es guardar fichas de los empaques especiales de Frosties. Encontrará 4 fichas en los envases de 1 kg, 3 en el tamaño 750g, 2 en la 500 y 1 en el tamaño 375g.

Cada set de cuatro podrá ser tuyo gratis a cambio de 8 fichas.

Así que empezar a guardar ahora tus fichas y envialas a la dirección indicada, junto con 20p hacia franqueo.

...Puedes encontrar un monstruo de la serie A o de la serie B en los paquetes especiales de 750g y 1kg paquetes de Frosties de Kellogg. Busca los paquetes especiales.

#### SET A
- A1 Slam Dunk
- A2 Full Back Drac
- A3 Angry Oddity
- A4 Scrundown

#### SET B
- B1 Completely Batty
- B2 Spooky Sprinter
- B3 Werewolf Slugger
- B4 Tony The Referee

#### SET C
- C1 The Big Dipper
- C2 Abominable Snowboarder
- C3 Hard Puck
- C4 Howlin One

### Monster Ninja Warriors In My Pocket
17 diferentes Monster Ninja Warriors In My Pocket fueron hechas por Vivid Imaginations entre 1996/97. Fueron puestos a la venta en el Reino Unido e Irlanda.
Esta serie de figuras es la única con accesorios (armas). Las armas tenían sus propios valores en puntos.
Ninja Warriors fue también la única serie que incluía tazos con los paquetes. Estos han sido llamados "Ninja Power Caps". Los paquetes incluyen uno para cada figura. Las tapas estaban destinados a jugar el "Ninja mortal Slammer Acción" del juego.
Había dos zonas de juego disponibles, el "Crunch-Punch" y el "Twist-a-Fist", cada uno con dos figuras exclusivas. Una decimoséptima figura "Karate Sid" se obtenía con 6 cupones de los paquetes.
| Número | Nombre del Monstruo   | Puntos de Ataque | Puntos del Arma |
| ------ | --------------------- | ---------------- | --------------- |
| 1      | Franken Ninja         | 30               | 35              |
| 2      | Sumo Stomper          | 50               | 35              |
| 3      | Rotten Hood           | 20               | 25              |
| 4      | Skeleton Samurai      | 25               | 15              |
| 5      | Dirty Hari Kari       | 35               | 35              |
| 6      | Mohican Warlord       | 40               | 25              |
| 7      | Eye-Do-Jujitsu        | 30               | 40              |
| 8      | Kung Fu-Neral (1)     | 45               | 30              |
| 9      | Shogun Slasher (1)    | 40               | 40              |
| 10     | Sayonara Sucker (2)   | 35               | 25              |
| 11     | Terror Dactyl         | 35               | 20              |
| 12     | Fear Wolf             | 40               | 40              |
| 13     | None Chuck            | 35               | 45              |
| 14     | Bigfoot Kickboxer (2) | 15               | 15              |
| 15     | Cyber Samurai         | 50               | 45              |
| 16     | Ninja Vulture         | 20               | 15              |
| 17     | Karate Sid (3)        | 50               | 50              |

- (1)Exclusivo con el set "Twist-a-Fist"

- (2)Exclusivo con el set "Crunch-Punch"

- (3)Promoción de 6 cupones de los empaques